# 종달연대
종달연대(終達煙臺)는 대한민국 제주특별자치도 제주시 구좌읍 종달리에 있는 연대이다. 1996년 7월 18일 제주특별자치도의 기념물 제23-16호로 지정되었다.

## 개요
연대는 횃불과 연기를 이용하여 정치·군사적으로 급한 소식을 전하던 통신수단을 말한다. 봉수대와는 기능면에서 차이가 없으나 연대는 주로 구릉이나 해변지역에 설치되었고 봉수대는 산 정상에 설치하여 낮에는 연기로 밤에는 횃불을 피워 신호를 보냈다.
수산진에 소속되었던 종달 연대는 북제주군 구좌읍 종달리에 있는 지미봉 동북쪽 해안도로변에 있다. 지금은 소나무 숲이 우거져 바닥돌 몇 개만이 남아있다. 
이 종달 연대는 수산진소속의 별장 6명과 봉수군 12명이 배치되어 교대로 24시간 지켰다. 동쪽으로는 오소포 연대, 서쪽으로는 입두 연대와 신호를 주고 받았다.

## 참고 문헌
- 종달연대 - 국가유산청 국가유산포털